# Коста деј Моначи (Вибо Валенција)
Коста деј Моначи је насеље у Италији у округу Вибо Валенција, региону Калабрија.
Према процени из 2011. у насељу је живело 7 становника. Насеље се налази на надморској висини од 20 м.